# Anno internazionale della fisica
L'Assemblea generale delle Nazioni Unite, con la risoluzione 58/293 del 16 giugno 2004, ha proclamato  il 2005 Anno internazionale della fisica nel centenario del 1905, annus mirabilis, che vide la formulazione da parte di Albert Einstein di tre dei suoi più rilevanti lavori tra i quali il più conosciuto è la teoria della relatività.